# Juan Domingo-Beka Esono Ayang
Juan Domingo-Beka Esono Ayang CMF (ur. 18 lutego 1969 w Mabewele-Yenkéng) – duchowny katolicki z Gwinei Równikowej, biskup Mongomo od 2017.

## Życiorys

### Prezbiterat
Święcenia kapłańskie otrzymał 28 września 2003 roku jako członek zgromadzenia Klaretynów. Przez kilkanaście lat pracował w kolegiach i parafiach zakonnych. W latach 2014–2016 studiował w Granadzie, a po powrocie do kraju został ekonomem zakonnego seminarium w Bata.

### Episkopat
1 kwietnia 2017 papież Franciszek mianował go biskupem ordynariuszem diecezji Mongomo. Sakry udzielił mu 20 maja 2017 prefekt Kongregacji ds. Ewangelizacji Narodów – kardynał Fernando Filoni.